# Aconitum umbrosum
Aconitum umbrosum är en ranunkelväxtart som först beskrevs av Sergei Ivanovitsch Korshinsky, och fick sitt nu gällande namn av Vladimir Leontjevitj Komarov. Aconitum umbrosum ingår i släktet stormhattar, och familjen ranunkelväxter. Inga underarter finns listade i Catalogue of Life.

## Bildgalleri

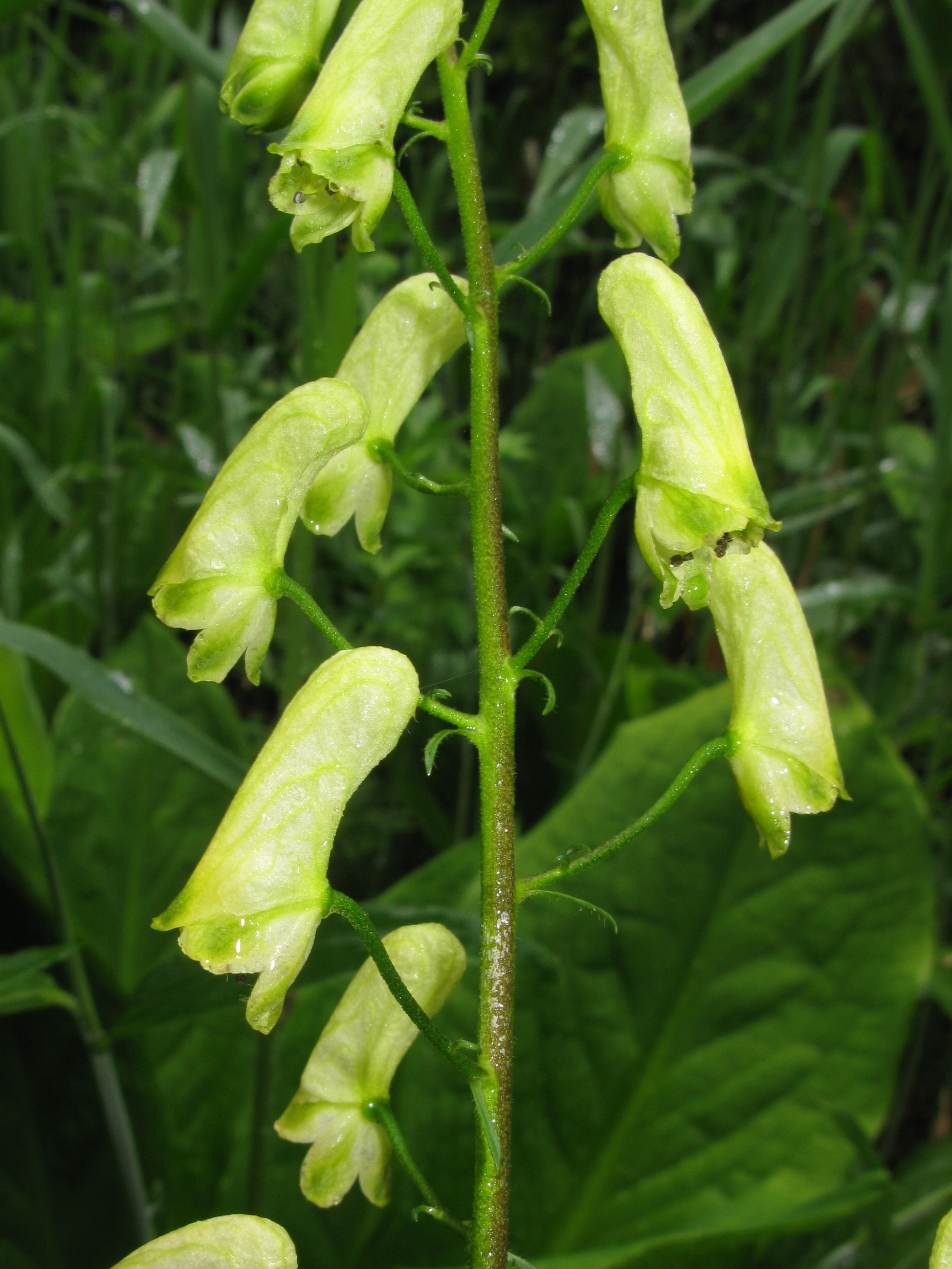
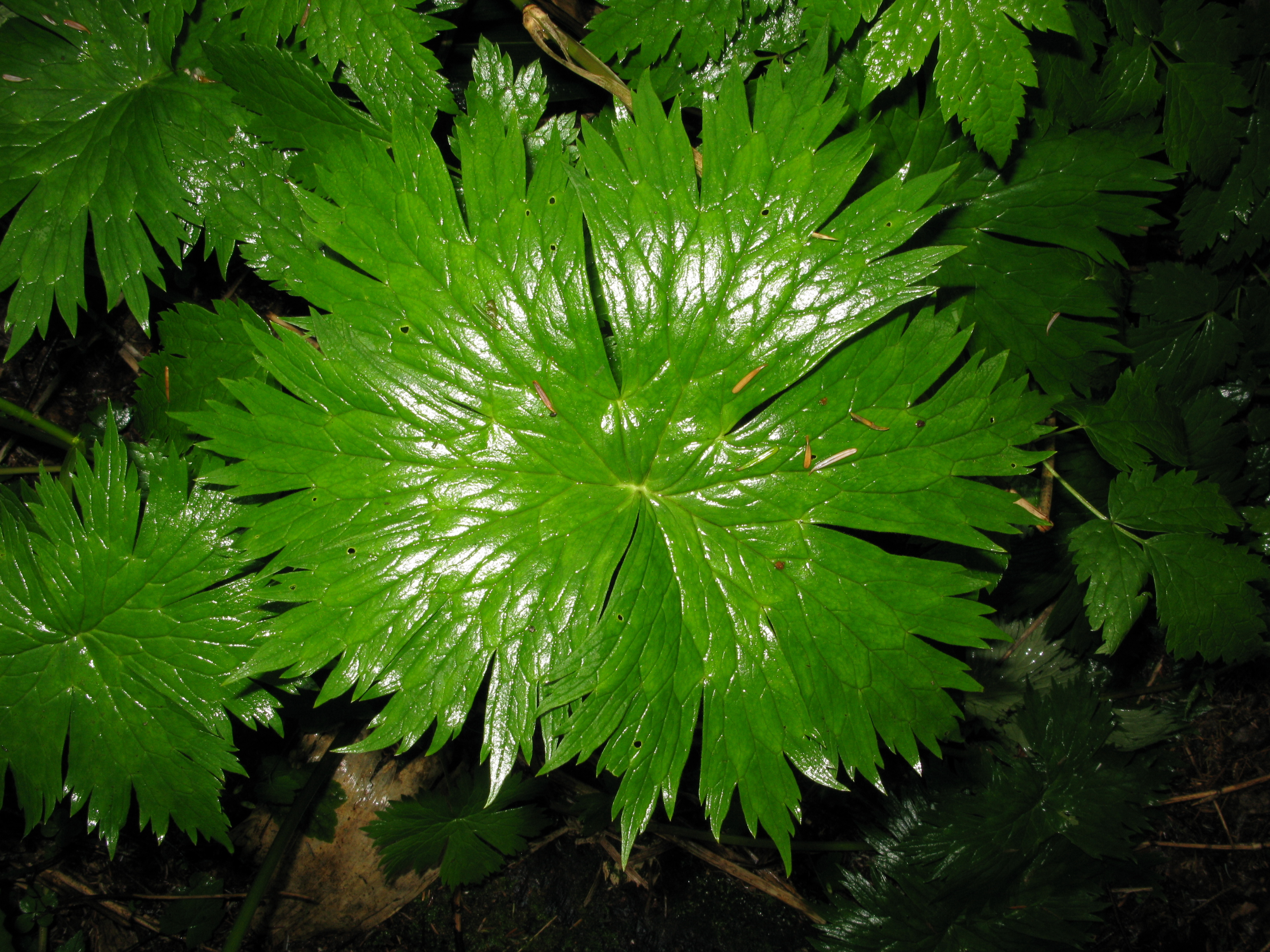
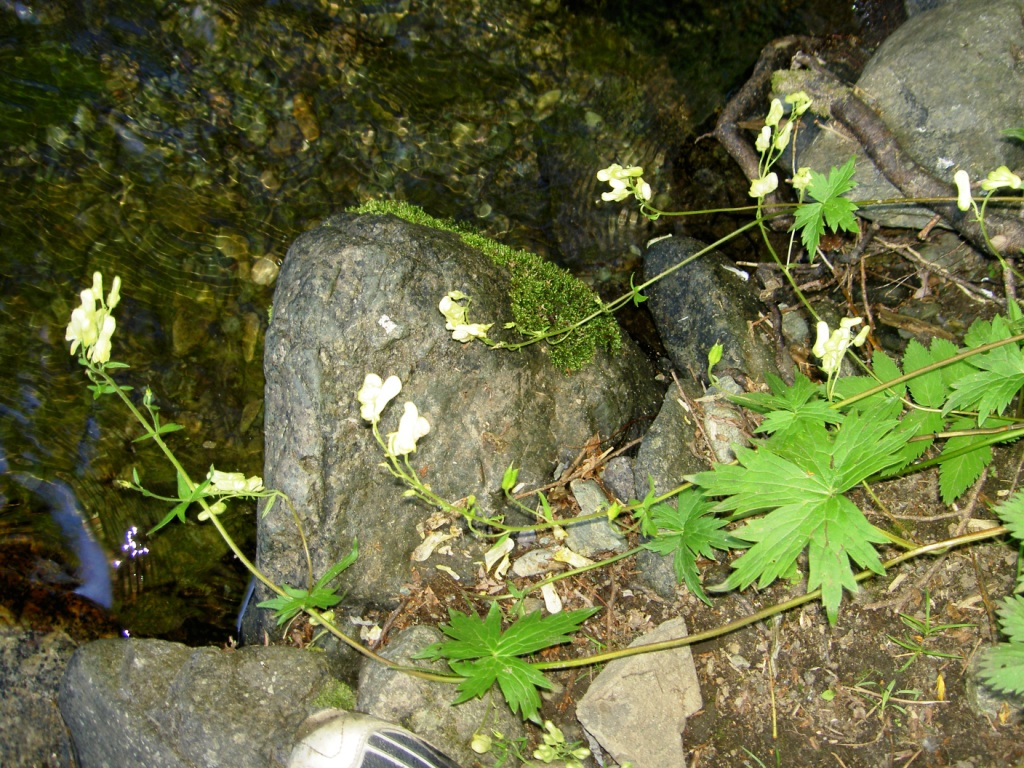